# Zeelelies

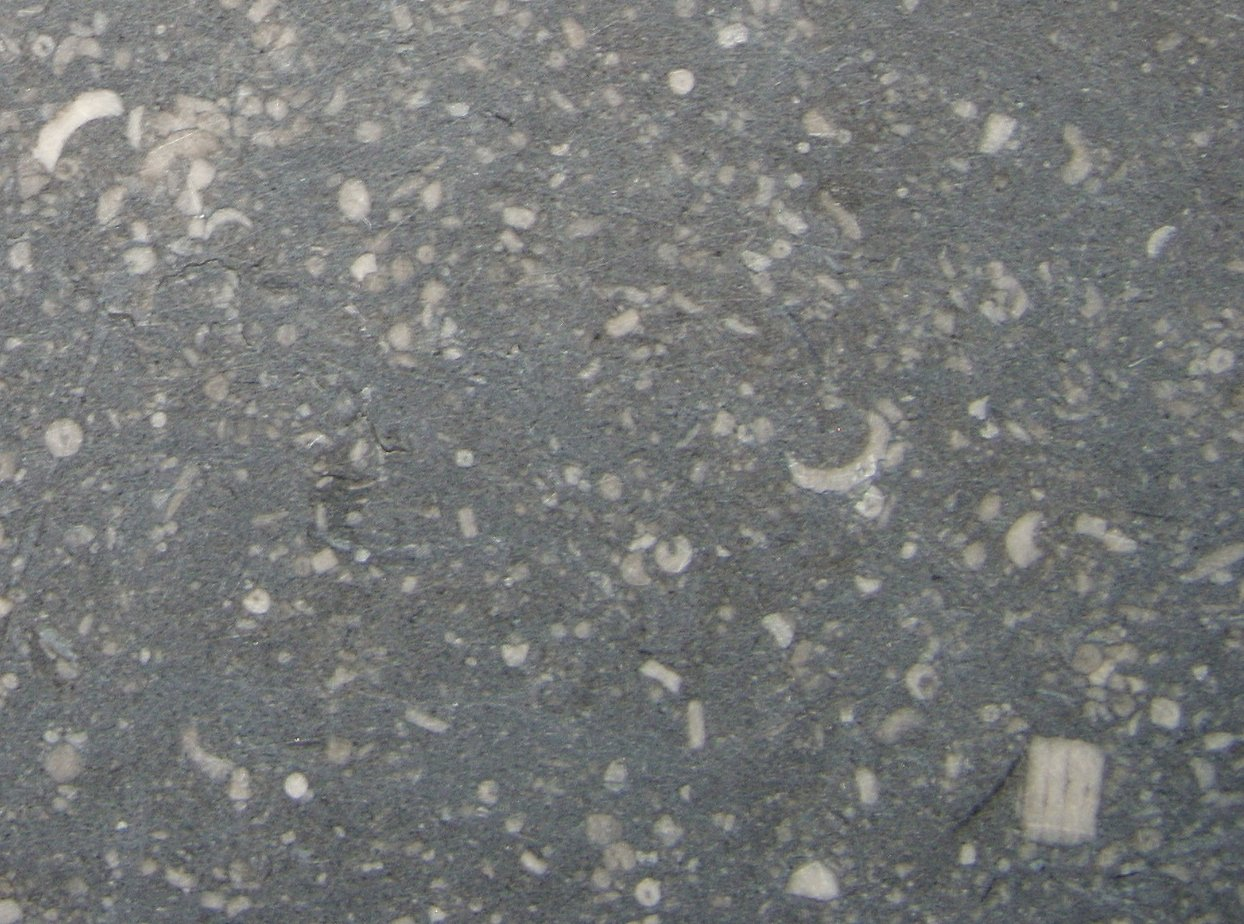
Fossiele zeelelies in arduin.

Zeelelies (Crinoidea) zijn een klasse van stekelhuidigen die in zee leven. Ondanks hun naam zijn het geen lelies, die tot de planten behoren, maar dieren. Er zijn twee groepen: de sessiele gesteelde zeelelies, die hun hele leven op een steel leven, en de mobiele ongesteelde zeelelies of haarsterren. Deze laatsten hebben aan het begin van hun leven, na het larvale stadium, ook een fase waarin ze op een steel leven, maar in een volgend stadium verlaten ze die, waarna ze zich kunnen verplaatsen.
Onder gunstige omstandigheden kunnen zeelelies in hoge dichtheden voorkomen, waarbij ze grote delen van de zeebodem bedekken en zo het onderwaterlandschap bepalen. Zeelelies komen voor van de ondiepe wateren van koraalriffen tot veel grotere diepte, en zijn gevonden tot 6 kilometer diep. Ze leven van organische deeltjes die in het water zweven. Ze vangen die met de geveerde armen en brengen ze vervolgens naar de mond.

## Fossiel voorkomen
Tot de tweede helft van de negentiende eeuw werden zeelelies nog beschouwd als een uitgestorven groep. De fossielen van zeelelies waren al lange tijd bekend omdat ze in grote hoeveelheden worden aangetroffen in rotsformaties. Er was echter nog nooit een levend exemplaar gezien, tot in 1864 uit de Vestfjord bij de Lofoten plots een levende zeelelie werd opgevist door Georg Ossian Sars. Het bericht hierover zette de Challenger-expeditie (1873-76) aan om gericht naar levende zeelelies uit de diepte te gaan dreggen, en met succes. Later werden ze in de Atlantische Oceaan ook aangetroffen bij reparatiewerkzaamheden aan onderzeese kabels die op grote diepten liggen.
Zeelelies komen al bijna 500 miljoen jaar voor en worden wel beschouwd als levend fossiel. De eerste zeelelies zijn bekend uit het Ordovicium, en waren bewoners van ondiepe zeeën. De zeelelies kwamen tot bloei in het Siluur, ongeveer 350 tot 400 miljoen jaar geleden. Het talrijkst waren ze in het Carboon. Er zijn in totaal zo'n 5000 uitgestorven soorten benoemd. Het aantal recente (nog levende) soorten bedraagt ongeveer 600.
Zeelelies leefden al in tijden dat er nog geen gespecialiseerde roofdieren waren. De dieren hebben een kalkskelet en leven op de zeebodem. Als ze doodgaan blijven ze daar liggen en hopen zich op. Zo hebben zich gedurende verschillende geologische tijdperken op verschillende plekken enorme aantallen afgezet. Ze kunnen wereldwijd worden aangetroffen in rotsformaties. Vooral de gefossiliseerde steelschijfjes zijn op veel plaatsen teruggevonden. Een bekende vindplaats van gefossiliseerde zeelelies is Holzmaden in Duitsland, waar een ruim 40 meter dikke formatie posidoniaschalie uit het Jura goed geconserveerde fossielen van zeelelies bevat. Sommige kalksteenformaties, zoals de blauwe hardsteen (arduin) uit België, bestaan voornamelijk uit de resten van zeelelies. Er zijn fossiele soorten bekend die tientallen meters lang werden.
Losse steelschijfjes worden als zwerfsteen aangetroffen in de Pleistocene keilemen van Nederland en Duitsland. De schijfjes worden ook ingebed gevonden in kalkstenen samen met andere fossielen zoals mosdierkolonies, koralen, ammonieten, brachiopoden, etc. die eveneens als zwerfsteen in keileem aanwezig kunnen zijn. Ze zijn door het gletsjerijs aangevoerd uit verschillende delen van Scandinavië. Op hun beurt kunnen deze fossielen weer door erosieve werking van het zeewater tijdens opvolgende interglacialen uit de keileem gespoeld worden en in de jongere mariene afzettingen terechtkomen. In de basislagen van de mariene afzettingen uit het Eemien worden deze vaak mesozoische fossielen nogal eens aangetroffen. Zij zijn dan afkomstig uit de onderliggende keileem van Saalien ouderdom. Omdat wordt aangenomen dat Nederland slechts een keer door het landijs werd bereikt en dat dit tijdens het Saalien gebeurde, wordt het voorkomen van deze mesozoische fossielen in een mariene laag in Midden- en Noord-Nederland als een sterke aanwijzing gezien dat die mariene laag jonger dan Saalien is en niet uit het Midden Pleistoceen dateert.

## Uiterlijke kenmerken

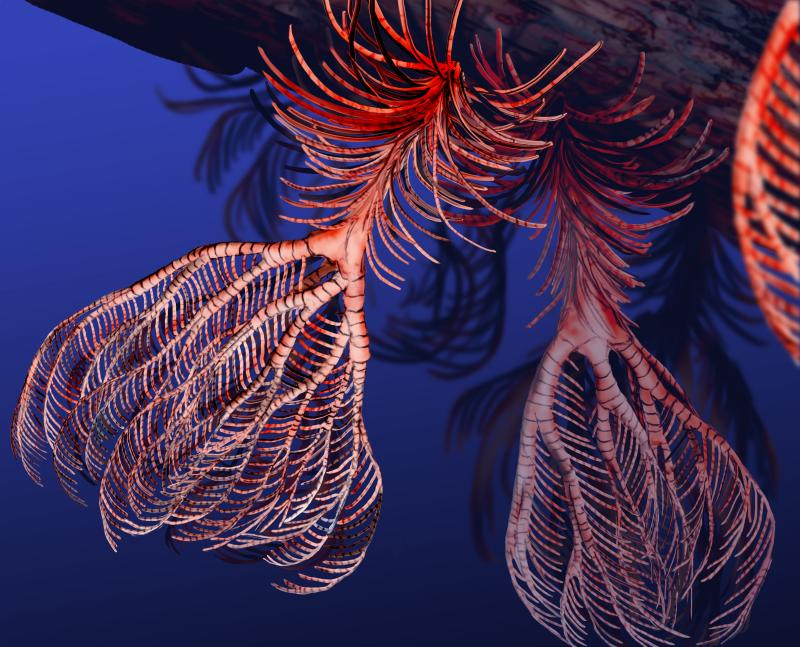
Artist's impression van een uitgestorven Pentacrinites-soort.

Zeelelies vallen op door hun vaak felle kleuren die uiteenlopen van rood tot blauw of groen. Deze kleuren vergaan overigens snel na de dood van het dier. In vloeistof geconserveerde exemplaren worden wit tot grijs.
Wat direct opvalt zijn de lange 'armen' van de zeelelie die aan de schijf aan de bovenzijde van het lichaam ontspruiten. Het aantal armen is meestal vijf. Bij de meeste soorten splitsen de armen zich aan de basis, zodat een aantal van tien armen ontstaat. Bij de meeste levende soorten, met name bij de haarsterren, splitsen de armen zich vaker, zodat ze 40 armen tot zelfs wel 200 armen hebben. De armen zijn aan weerszijden voorzien van lange, verharde structuren die dienen om het vangoppervlak te vergroten. De verharde stekels worden pinnula genoemd en zijn bezet met trilharen. Deze haartjes wuiven de op de armen opgevangen voedseldeeltjes in een groef op het midden van de arm, waarna het voedsel in slijm wordt verpakt en naar de mond wordt gebracht. Het voedsel van de zeelelies bestaat uit organische deeltjes die in het water zweven.
Het lichaam is grotendeels opgebouwd uit kalk. Alle soorten hebben in het juveniele stadium een steel, het pedunculum, waarmee het lichaam is vastgehecht aan de ondergrond. Deze steel is opgebouwd uit kalkschijfjes die sterk doen denken aan wervels. Zeelelies behoren echter tot de ongewervelden. In tegenstelling tot andere stekelhuidigen, hebben zeelelies een mond aan de bovenzijde van het lichaam; bij zeesterren en zee-egels ligt die aan de onderzijde. De mond en anus liggen hierdoor naast elkaar. De anus ligt meer naar de zijkant, en de anusopening is op een verhoging gelegen zodat het dier niet zijn eigen uitwerpselen binnenkrijgt.
De gesteelde zeelelies hebben een lange en stevige steel waaraan zij permanent zijn vastgehecht. De vrijlevende ongesteelde soorten, de haarsterren, hebben kleine, pootachtige structuren, die cirri genoemd worden. Deze cirri vormen een soort klauwtjes waarmee haarsterren zich in het volwassen stadium aan rotsen en koralen vasthechten. Veel soorten die cirri bezitten kruipen naar de op de stroming geëxponeerde plekken op rotsen en koralenriffen, zodat ze meer voedseldeeltjes kunnen opvangen. Eén orde van de gesteelde zeelelies, de Isocrinida, bezit ook cirri, die op onregelmatige afstanden in kransen om de steel zitten.

## Levenswijze

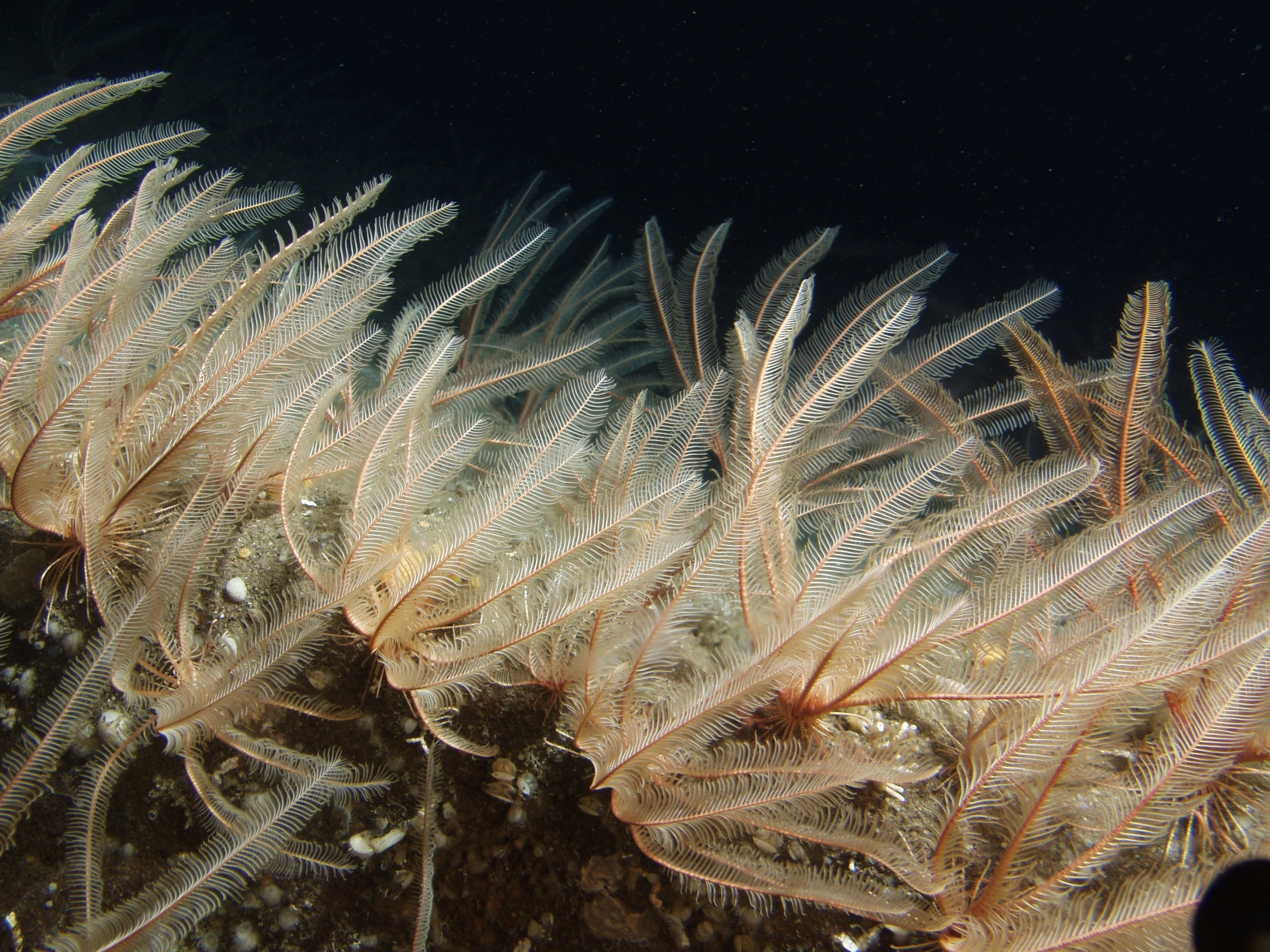
Tientallen individuen van Florometra serratissima, een haarster, op een diepte van 74 meter op de Cordell Bank, een marien reservaat voor de kust van Californië.

De meeste zeelelies leven permanent op een steel die met het substraat verbonden is. De vormen die de steel verlaten en vrij kunnen bewegen zijn ontstaan uit de gesteelde soorten. Uit de fossiele geschiedenis van de zeelelies blijkt dat de gesteelde soorten in aantal veruit de vrijlevende overtroffen. Tegenwoordig zijn juist de gesteelde zeelelies minder soortenrijk. Ze zijn vooral op grotere dieptes te vinden. Zeelelies kunnen, in tegenstelling tot veel andere organismen uit de diepzee, geen licht (bioluminescentie) produceren.
De voortplanting van zeelelies geschiedt door het loslaten van zaad- en eicellen die vervolgens door het zeewater worden meegevoerd. De dieren zoeken elkaar dus niet op voor een paring. Uit de bevruchte eicellen ontstaat een vrij zwemmende larve, die een aantal stadia doorloopt. Zodra de kalkskeletjes worden ontwikkeld, zinkt de larve naar de bodem waar hij zich vasthecht.
In het jonge stadium vormen alle soorten een lange gelede steel waarmee zij aan de ondergrond vastzitten. Deze breekt bij de soorten uit de orde Comatulida echter in een later stadium af, waarna de dieren vrij kunnen bewegen. Ze zwemmen door middel van golvende bewegingen van hun armen. Zij gebruiken hun cirri om zich aan rotsen of koralen vast te klemmen.
Zeelelies leven voornamelijk in tropische zeeën. Enkele soorten zijn in poolzeeën bij Antarctica aangetroffen maar vormen een uitzondering. Langs de Noordzeekust komen geen soorten voor. De haarster Antedon bifida is een van de bekendere Europese soorten en komt voor in de Atlantische Oceaan van Portugal tot Schotland. In de Middellandse Zee ontbreekt deze soort maar wordt daar vervangen door Antedon mediterranea.

## Aquarium
Een aantal tropische soorten leeft in ondiep water. Ze zijn door de bonte kleuren populair als aquariumdier. Deze soorten zijn niet moeilijk in leven te houden.

## Indeling

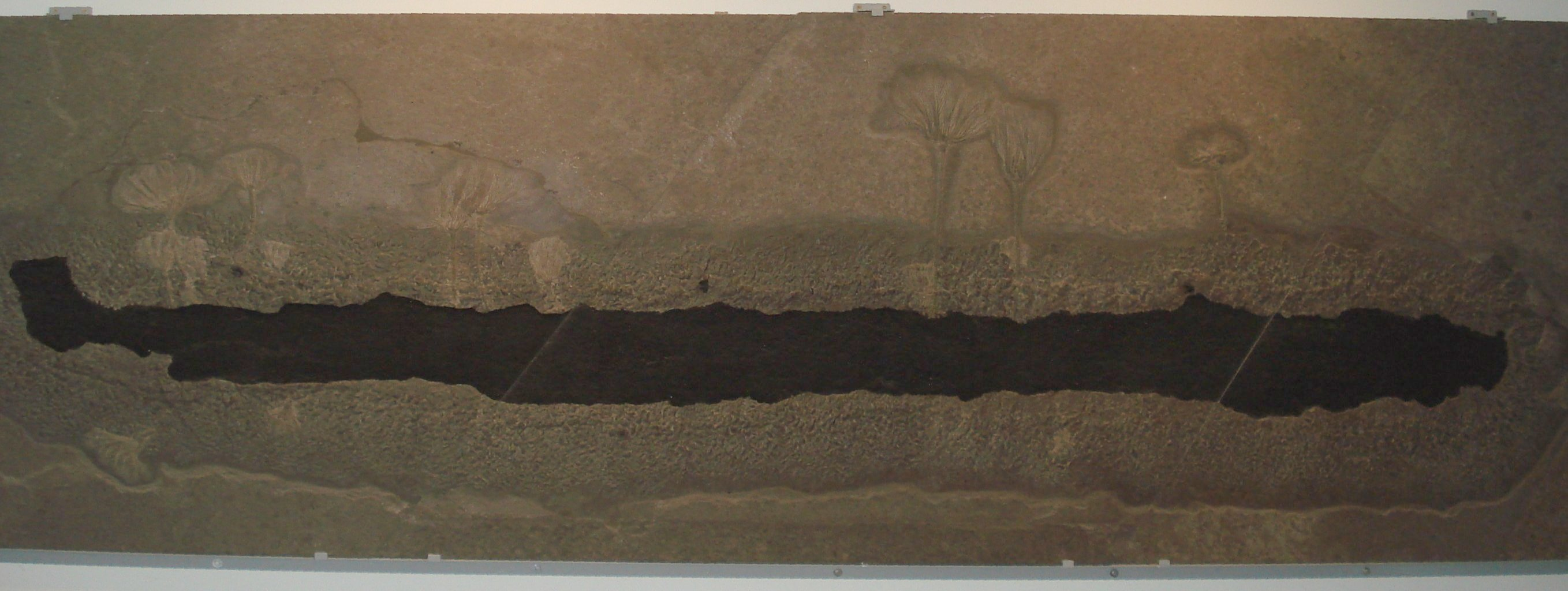
Een reusachtig fossiel van zeelelies die aan een stuk gefossiliseerd hout vastzitten, dit is de donkere sectie in het midden.

Zeelelies zijn een klasse van stekelhuidigen, die wordt onderverdeeld in vijf onderklassen. Vier daarvan zijn uitgestorven. De enkele honderden moderne soorten worden tot de enig overgebleven onderklasse der Articulata gerekend. Deze onderklasse kan weer in verschillende orden worden onderverdeeld waarvan de haarsterren er een vormen, en de zeelelies de overige zes (twee uitgestorven orden, vier moderne).
- Onderklasse Articulata
  - Orde Bourgueticrinida (één familie, Bathycrinidae, die nu meestal in de orde Comatulida wordt geplaatst)
  - Orde Comatulida (Haarsterren)
  - Orde Cyrtocrinida
  - Orde Encrinida †
  - Orde Hyocrinida
  - Orde Isocrinida
  - Orde Millericrinida
  - Orde Roveacrinida †
- Onderklasse Cladida †
- Onderklasse Disparida †
- Onderklasse Camerata †
  - Orde Monobathrida
    - Platycrinites †
    - Glyptocrinus †
- Onderklasse Flexibilia †
  - Orde Taxocrinida
    - Taxocrinus †

## Afbeeldingen

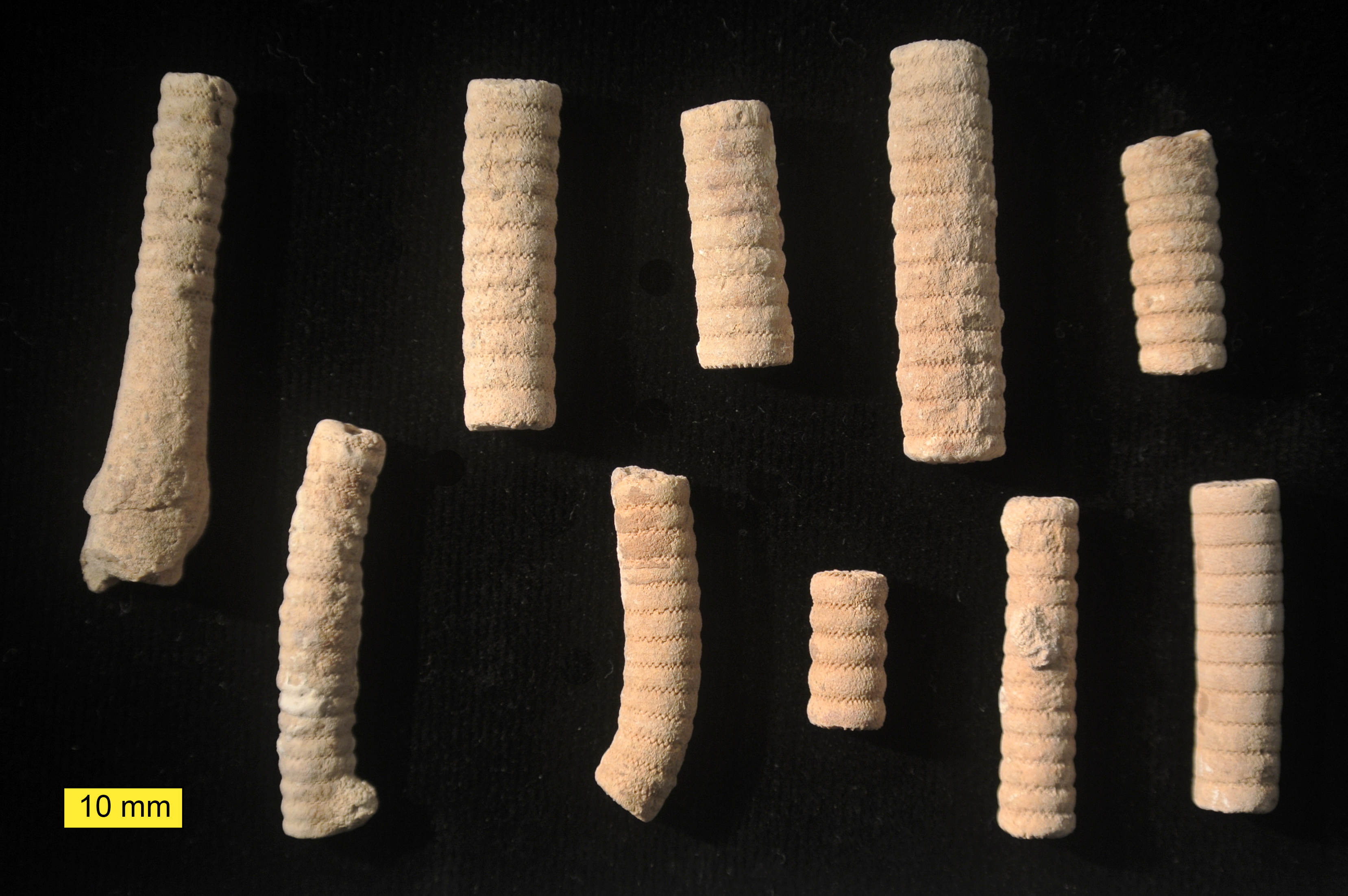
Stengelfragmenten van Crinoiden uit de Jura (periode), (Makhtesh Gadol, Israël).
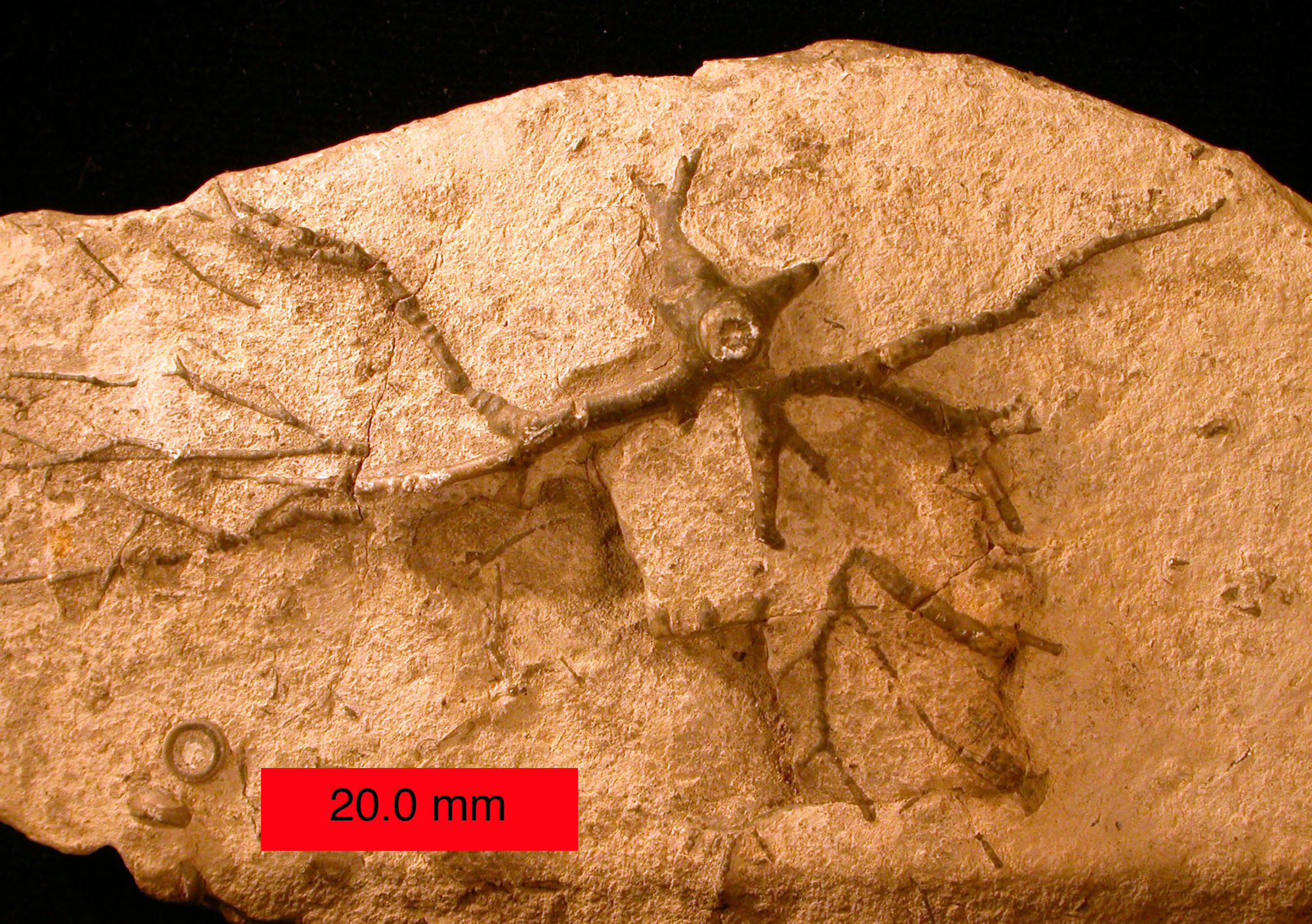
Cirri van een fossiele soort uit het Ordovicium (Ohio).
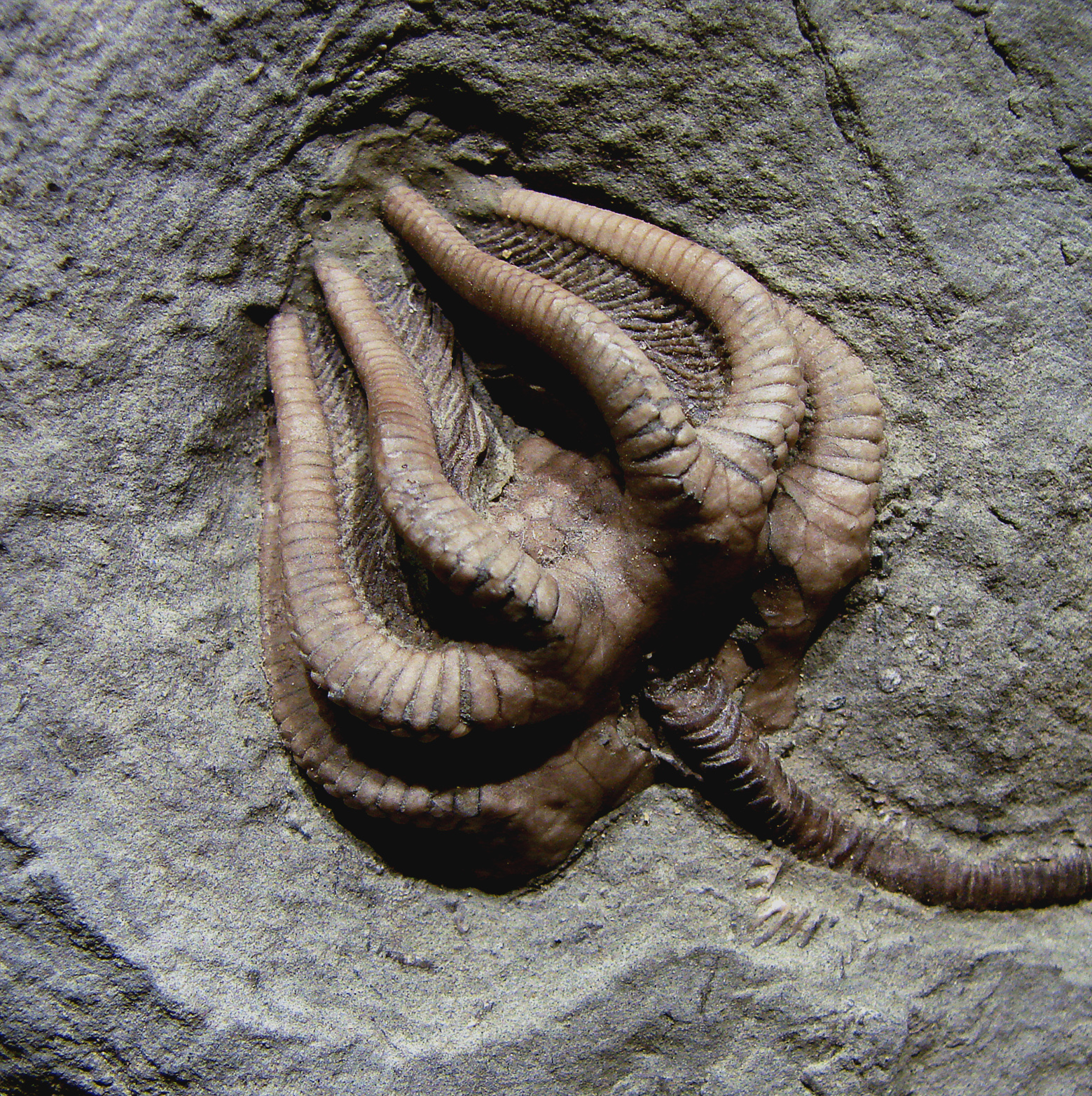
Agaricocrinus americanus, een crinoide uit het carboon (Indiana).